# Massacro di Glencoe

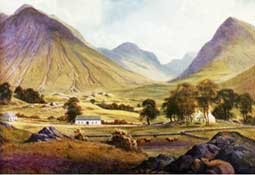
Il sito teatro del massacro

Il massacro di Glencoe è un episodio della storia scozzese, avvenuto il 13 febbraio 1692 nelle strette valli della regione di Glen Coe, in Scozia, durante la Gloriosa rivoluzione.
Il massacro ebbe luogo contemporaneamente in tre insediamenti differenti lungo la vallata di Glencoe, a Invercoe, Inverrigan, e Achacon.
Nell'atroce massacro, trentanove appartenenti al clan dei MacDonald di Glencoe furono uccisi dai loro ospiti sul territorio che i MacDonald avevano rifiutato di dare in segno di sottomissione al nuovo sovrano Guglielmo III d'Inghilterra. Altre 40 persone, tra donne e bambini, morirono di stenti a seguito dell'incendio delle loro case.

## Retroscena del massacro
Nel 1688 Guglielmo, lieto di poter contare dell'aiuto inglese contro la Francia, accettò l'offerta di occupare il trono della corona d'Inghilterra. Il Parlamento scozzese si mostrò però più cauto ed inviò delle missive a Guglielmo e a Giacomo II d'Inghilterra. Quando l'arrogante responso di Giacomo convinse il Parlamento a optare per Guglielmo, John Graham di Claverhouse, visconte di Dundee, guidò gli Highlanders nelle rivolte Giacobite nel tentativo di portare sul trono Giacomo II.
Dundee venne ucciso alla battaglia di Killiecrankie e la rivolta scozzese dei giacobiti subì un'ulteriore sconfitta nella battaglia di Dunkeld.
Durante il loro viaggio di ritorno dalla battaglia, i membri del clan dei MacIains di Glencoe, un ramo del clan MacDonald, insieme ai loro cugini del clan dei Glengarry, saccheggiarono le terre di Robert Campbell di Glenlyon rubando il suo bestiame, aggravando così l'indebitamento di costui e costringendolo ad accettare un incarico nell'esercito per poter mantenere la propria famiglia.
I Giacobiti scozzesi vennero definitivamente sconfitti nella battaglia di Cromdale il 1º maggio 1690 mentre Giacomo II d'Inghilterra veniva battuto il 1º luglio 1690 nella battaglia del Boyne in Irlanda.
Il 27 agosto 1691 Guglielmo offrì a tutti i clan delle Highlands un perdono generale per aver preso parte alle rivolte Giacobite, se gli avessero fatto giuramento di fedeltà di fronte ad un magistrato entro il 1º gennaio 1692, chiunque avesse rifiutato venne minacciato di subire le opportune rappresaglie.
I capiclan delle Highlands inviarono dei messaggi a Giacomo, ora in esilio in Francia, per chiedergli il permesso di fare quel giuramento. Dopo aver tergiversato, perché convinto di poter tornare come legittimo sovrano in Inghilterra, Giacomo permise ai suoi fedeli sudditi scozzesi di prestare il giuramento. Quando il messaggio di risposta giunse, alcuni dei capiclan accettarono di giurare, mentre altri si rifiutarono.
Uno di questi fu Alastair Maclain, XII capoclan dei Glencoe che attese fino alla scadenza dell'ultimo giorno per dare la sua adesione al giuramento. Egli viaggiò il 31 dicembre 1691 fino a Fort William al cospetto del Colonnello Hill il governatore della regione. Costui si rifiutò di accettare il giuramento affermando di non averne la titolarità, e invitò Maclain a recarsi a Inveraray per giurare di fronte a Sir Colin Cambpell sceriffo di Argyll.
Il colonnello Hill consegnò a Malain un salvacondotto ed una lettera per Sir Campbell chiedendo a costui di accettare il giuramento del capoclan scozzese poiché lui non era investito della opportuna autorità per farlo.
Maclain impiegò tre giorni per raggiungere Inveraray e fu costretto ad aspettare altri tre giorni per l'arrivo di Sir Campbell che accettò riluttante il giuramento di fedeltà di Maclain.
Mentre Maclaine pensava di aver compiuto il proprio dovere e di non dover temere alcuna rappresaglia da parte della corona, alcuni elementi all'interno dell'amministrazione reale pensarono bene di sfruttare l'accaduto per organizzare una rappresaglia contro i MacDonald.

## Il massacro
Si mise in moto un vero complotto che vide protagonisti John Dalrymple, membro dell'Avvocatura dei Lord, Sir Thomas Livingstone, comandante in capo delle truppe inglesi in Scozia, e lo stesso re Guglielmo.
Alla fine di gennaio o gli inizi di febbraio del 1692 la prima e seconda compagnia del reggimento di fanteria di Argyll, forte di 120 uomini, sotto il comando del capitano Robert Campbell di Glenlyon, si alloggiarono nella tenuta dei MacDonald a Glencoe, ricevendone la tradizionale ospitalità delle Highlands. Gran parte dei componenti del distaccamento erano stati arruolati dai territori di Argyll, e solo una piccola parte apparteneva ai Campbell.
Il capitano Campbell era imparentato con il vecchio capoclan dei Maclane, avendone sposato una nipote e venne naturale a costui portare i suoi uomini in un posto conosciuto. Ogni mattina per circa due settimane, Campbell fece visita ad Alexander MacDonald, figlio minore di Maclane, che aveva a sua volta sposato una nipote di Campbell, e sorella di Rob Roy MacGregor.
Per questi motivi non è probabile che il capitano Campbell sapesse la vera natura della sua missione, poiché il compito formale era quello di riscuotere il tributo della Cess tax istituita dal Parlamento Scozzese nel 1690.
Il 12 febbraio 1692 giunse il Capitano Drummond ufficiale superiore di Campbell con il seguente ordine:
Signore,
vi si ordina con la seguente di catturare i Ribelli, i MacDonald di Glencoe, e di passare a fil di spada tutti coloro di età inferiore ai 70 anni. Avrete particolare attenzione affinché la vecchia Volpe ed i suoi Figli non riescano a fuggire e a fare in modo di tagliare ogni via di fuga. Questo ordine dovrà essere eseguito entro le cinque del mattino, quando io arriverò da voi con dei rinforzi. Se non sarò arrivato per quell'ora eseguite gli ordini senza di me. Questo è un ordine Speciale del Re per il bene e la salvezza del paese, affinché a questi miscredenti vengano tagliate radici e rami.
Certo che compirete il vostro dovere come voi sapete fare, sottoscrivo di mio pugno quanto sopra.
12 febbraio 1692
Firmato Robert Duncanson
Dopo aver consegnato l'ordine, Duncanson trascorse la sera a giocare placidamente a carte con i suoi ospiti, e prima di ritirarsi, accettò un invito a pranzo di Maclane per il giorno seguente.
Alastair Maclaine venne ucciso mentre cercava di alzarsi dal letto dal tenente Lindsay, Conte di Argyll, ma i suoi figli e sua moglie riuscirono a fuggire. Complessivamente vennero uccise trentotto persone, o nelle loro abitazioni o mentre cercavano di fuggire.
Il massacro fu meno cruento di quanto potesse aspettarsi perché diversi membri delle compagnie cercarono di avvertire le loro future vittime, o scelsero l'insubordinazione piuttosto che eseguire un simile ordine.
Un altro distaccamento di soldati era nel frattempo partito da Argyll per intercettare i possibili fuggitivi ma giunsero troppo tardi a destinazione.

## L'inchiesta

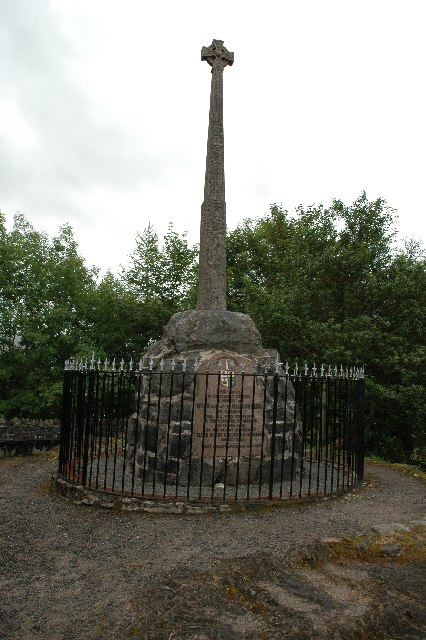
La croce eretta a Glencoe in memoria di McIan, capo dei MacDonalds massacrati nel 1692, a cura della discendente Ellen Burns MacDonald nel 1883

Per la legge scozzese esisteva una precisa accusa di omicidio, l'omicidio a tradimento, che veniva considerato il più odioso e vile di tutti. Il massacro di Glencoe fu un chiaro esempio di un simile crimine.
La successiva inchiesta portò a questa sentenza:
A dispetto dell'ordine diretto dei propri superiori, non è ammesso alcun ordine militare che possa essere contrario alla legge di natura. Cosicché un soldato, dovrebbe rifiutarsi di eseguire qualsiasi atto di barbarie come uccidere un uomo inerme, né tale ordine datogli potrebbe esimerlo da una giusta condanna.
Gli obiettivi dell'inchiesta sul massacro di Glencoe avevano lo scopo di punire i responsabili di quell'infamia, ben sapendo che gli ordini venivano direttamente per mano del sovrano. Nel 1695 il reggimento di Argyll dovette arrendersi ai Francesi nelle Fiandre e Campbell, Drumond e Duncanson riuscirono così a sfuggire alla legge scozzese.
Alla commissione non restò che esonerare il sovrano dall'accusa di essere il responsabile del massacro e dare tutta la responsabilità del misfatto al segretario Dalrymple.

## Il massacro di Glencoe nell'arte

### Letteratura
Il massacro di Glencoe è al centro del romanzo dell'autrice inglese Susan Fletcher intitolato "La verità di Corrag" (Corrag), edito da Mondadori nel 2010. Vi si narrano le vicende di una donna accusata di stregoneria che, nell'imminenza della sua esecuzione, racconta la sua vita ad un reverendo che la visita in carcere. Le ultime ore prima dell'arresto la vedono coinvolta nell'atroce episodio. È dato molto spazio alla descrizione delle Highlands scozzesi e di Glencoe in particolare.
Lo scrittore George R. R. Martin, autore di fantasy conosciuto soprattutto per il ciclo delle Cronache del ghiaccio e del fuoco, in un'intervista ha dichiarato di essersi ispirato a questo episodio storico nella narrazione dell'evento culmine del romanzo "I fiumi della guerra" chiamato "Le nozze rosse".
L'evento è descritto nella canzone 1692 (Glencoe Massacre), che conclude l'album Exercises (1972) della band hard rock scozzese Nazareth. 
L'episodio è anche descritto, anche se in modo romanzato, nel film del 1927 "Annie Laurie" di John S. Robertson con interprete Lillian Gish protagonista.